# Цар Иван Александър (нос)
Носът Цар Иван Александър (на английски: Ivan Alexander Point) е нисък скалист морски нос на югоизточния бряг на остров Нелсън, разположен 7,34 km на източно от нос Рос, 8,64 km на запад-югозапад от нос Дютуа, 4,17 km на запад-югозапад от нос Славотин и 1,73 km на север-североизток от скалите Грейс.
Координатите му са: 62°20′38.6″ ю. ш. 58°58′51″ з. д. / 62.344056° ю. ш. 58.980833° з. д..
Наименуван е на българския владетел цар Иван-Александър, 1331-1371. Името е официално дадено на 23 ноември 2009 г. Обнародвано е с указ на президента на Република България от 31 май 2016 г.
Британско картографиране от 1968 г.

## Карти
- South Shetland Islands. Scale 1:200000 topographic map No. 3373. DOS 610 – W 62 58. Tolworth, UK, 1968.
- Antarctic Digital Database (ADD). Scale 1:250000 topographic map of Antarctica. Scientific Committee on Antarctic Research (SCAR), 1993-2012.